# سوسمارلگن
سوسمارلگن(نام علمی: Iliosuchus) نام یک سرده از راسته خزنده‌کفلان است.